# 3500lives (кампанія)
3500lives (укр. 3500життів) — всесвітня, кампанія з  безпеки дорожнього руху організована  Міжнародною Автомобільною Федерацією за підтримки, JCDecaux, Міжнародного Олімпійського Комітету та відомих особистостей з галузей автоперегонів, спорту, кіно та музики. 
Кампанія покликана привернути увагу до безпеки дорожнього руху та заохочення безпечної поведінки всіх його учасників. Кампанія стартувала 10 березня 2017 року в Парижі та до кінця року охопила понад 900 міст у 75 країнах.

## Назва та передумови
За даними ВООЗ щороку  дорожньо-транспортні пригоди забирають 1,25 млн життів. Тобто в середньому щодня гине 3500 осіб, з яких 500  є діти. Також викликає занепокоєння, що ДТП є однією з основних причин смертності у віковій групі 15-29 років. Ця "криза здоров'я" непропорційно впливає на країни з низьким та середнім рівнем доходів: на них припадає лише 54% автомобілів, але 90% дорожніх смертей. 
Кампанія має на меті посприяти вирішенню цього глобального виклику шляхом підвищення обізнаності серед усіх учасників дорожнього руху та закликати кожного дорожнього користувача прийняти прості, легкі у застосовні та ефективні правила для безпечних доріг.

## Формат
Обрано "12 золотих правил" кожне з яких підтримується "послом": відомим спортсменом, співаком чи актором. Правило доноситься у вигляді короткого слогана, опису наявної проблеми, дій необхідних задля безпеки та цікавого факту. 
Зовнішні рекламні носії є основним комунікаційним каналом кампанії. Також створені короткі відеоролики що поширюються через соціальні медіа. 
Частиною кампанії є заклик МАФ підписати "Маніфест глобальної безпеки дорожнього руху" .

## Золоті правила безпеки

#### Вповільніться заради дітей
Швидкість є однією з головних причин смертельних дорожньо-транспортних пригод.
Задля безпеки:
- Вповільніться у районах високого ризику та шкільних зонах.
- Зосередьтеся під час керування.

Чи знаєте ви, що 40-50% людей перевищують  обмеження швидкості.
Правило підтримує: Патрік Демпсі — актор, режисер, продюсер, гонщик.

#### Використовуйте дитяче автосидіння
Разюча кількість батьків дозволяє своїм дітям подорожувати в транспортних засобах без належного пристібання, що становить небезпеку для життя та безпеки.
Задля безпеки:
- Переконайтеся, що діти пристебнуті правильно.
- Оберіть безпечне  автосидіння ґрунтуючись на зрості або вазі дитини.

Чи знаєте ви, що дитяче автосидіння безпеки може зменшити ймовірність смертельної аварії на 70% для немовлят.
Правило підтримує: Мішель Єо — актриса, продюсер та посол  ПРООН .

#### Перевірте шини
Якщо ви їдете з пошкодженими або зношеними шинами, то ставите своє життя та життя інших під загрозу.
Задля безпеки:
- Підтримуйте правильний тиск в шинах.
- Перевіряйте глибину протектора.

Чи знаєте ви, що без досвіду досвідчених автолюбителів, водії у віці від 15 до 29 років більше піддаються ризику на дорогах.
Правило підтримує: Рафаель Надаль —  тенісист, багаторазовий переможець турнірів великого шолома.

#### Пристебніть ремінь безпеки
Використання ременя безпеки значно зменшує ризик викидання з автомобіля у випадку аварії.
Задля безпеки:
- Пристібайтеся правильно ременями безпеки.
- Переконайтеся, що всі пасажири використовують ремені безпеки.

Чи знаєте ви, що використання ременів безпеки має вирішальне значення для безпеки водіїв та пасажирів. Воно знижує ризик загибелі водіїв і пасажирів передніх сидінь на 45-50%.
Правило підтримує:  Фернандо Алонсо —  гонщик, чемпіон Формули-1.

#### Не пишіть смс за кермом
Втрата концентрації на мить може призвести до фатального зіткнення.
Задля безпеки:
- Тримайте обидві руки на кермі.
- Зосередьтеся на дорозі.

Чи знаєте ви, що при  використанні телефону,(англ.) водії в чотири рази частіше потрапляють в аварії.
Правило підтримує:  Фаррелл Вільямс —  співак, автор пісень і музичний продюсер.

#### Дотримуйтеся дозволеної швидкості
Швидкість є однією з головних причин смертельних дорожньо-транспортних пригод.
Задля безпеки:
- Вповільніться у районах високого ризику та шкільних зонах.
- Зберігайте  безпечну відстань до інших учасників дорожнього руху.

Чи знаєте ви, що 5% зниження середньої швидкості може призвести до 30% зниження числа фатальних аварій.
Правило підтримує: Йоган Блейк — бігун, чемпіон світу та олімпійський чемпіон.

#### Ніколи не пийте за кермом
Будь-яка кількість алкоголю збільшує ризик участі у смертельній дорожній катастрофі.
Задля безпеки:
- Скористайтеся таксі або громадським транспортом.
- Наглядайте за друзями, які випивають.

Чи знаєте ви, що алкоголь є фактором, що робить внесок у 1 з 3-х фатальних зіткнень.
Чи знаєте ви, що жорстке примушування до виконання закону про нетверезе водіння може зменшити кількість смертельних випадків на 20%.
Правило підтримує: Ніко Росберг — гонщик, чемпіон Формули-1 та Вайде ван Нікерк —  легкоатлет, чемпіон світу та олімпійський чемпіон.

#### Завжди звертайте увагу
Незалежно від того, чи є ти водієм, пішоходом чи велосипедистом, важливо, щоб ви зосередилися на дорозі або доріжці попереду.
Задля безпеки:
- Під час керування завжди тримайте свій погляд на дорозі.
- Як пішохід, залишайтеся зосередженими та будьте уважними перед переходом.

Чи знаєте ви, що пішоходи, велосипедисти та мотоциклісти становлять 49% всіх дорожніх смертей.
Правило підтримує: Феліпе Масса — пілот Формули-1 та  Vanessa Low(англ.) —  параолімпійська чемпіонка зі стрибків у довжину.

#### Будьте яскравими
Пішоходи та велосипедисти є одними з найбільш вразливих учасників дорожнього руху.
Задля безпеки:
- Носіть  одяг що відбиває світло[en](англ.).
- Перевіряйте свої фари.

Чи знаєте ви, що пішоходи становлять 22% всіх дорожніх смертей.
Правило підтримує: Хайле Гебрселассіє — стаєр і марафонець, олімпійський чемпіон та чемпіон світу.

#### Носіть шолом
Ефективне примушування до виконання законів про шолом може збільшити рівень їх носіння та тим самим зменшити кількість травм голови.
Задля безпеки:
- Переконайтеся, що ваш шолом правильного розміру.
- Надайте шоломи пасажирам.

Чи знаєте ви, що правильне носіння мотоциклетного шолома може зменшити ризик смерті на 40%.
Правило підтримує: Марк Маркес —  мотогонщик, чемпіон світу з шосейно-кільцевих мотогонок.

#### Зупиніться, коли втомились
У недавньому опитуванні 1 з 10 водіїв визнав, що засипав за кермом.
Задля безпеки:
- Робіть часті перерви.
- Якщо ви починаєте відчувати сонливість, знайдіть безпечне місце щоб зупинитись.

Чи знаєте ви, що зіткнення, пов'язані з втомою, в тричі частіше призводять до смертельного результату.
Правило підтримує: Антуан Грізманн —  футболіст.

#### Перевірте свій зір
Зір має критичне значення для рішень, які приймають дорожні користувачі на дорозі.
Задля безпеки:
- Регулярно перевіряйте свій зір.
- Носіть належні окуляри в дорозі.

Чи знаєте ви, що невідкорегований поганий зір означає, що 1 з 5 водіїв не можуть бачити дорогу чітко.
Правило підтримує: Майкл Фассбендер —  актор.

## Кампанія в Україні
У серпні 2017 року кампанія проводилась на рекламних щитах "BigBoard Group" у Києві, Дніпрі, Львові та Харкові.